# Acacias (métro de Madrid)
Acacias est une station de la ligne 5 du métro de Madrid.

## Situation
Acacias est située sur la ligne 5 entre Puerta de Toledo au nord-ouest, en direction de Alameda de Osuna et Pirámides au sud-ouest, en direction de Casa de Campo. Elle est établie sous le cours des Acacias, dans l'arrondissement d'Arganzuela, à 200 m d'Embajadores.

## Histoire
La station Acacias est ouverte le 5 juin 1968, lors de la mise en service de la ligne 5 entre Callao et Carabanchel.

## Service des voyageurs

### Intermodalité
La station est en correspondance avec les lignes d'autobus no 34, 36, 62, 116, 118 et 119 du réseau EMT.